# Left Hand Path
Left Hand Path este albumul de debut al formației suedeze de death metal Entombed. Acesta a fost lansat pe 4 iunie 1990 de Earache Records.
Titlul albumului se referă la convingeri esoterice ale căii de stânga⁠(d). Chitaristul Alex Hellid a găsit termenul în Biblia Satanică a lui Anton LaVey. Piesa din titlu conține o interpolare a coloanei sonore din filmul de groază Phantasm (1979).

## Influență
Left Hand Path a contribuit la definirea death metalului suedez, fiind primul album pe care a fost implementat tonul „buzzsaw”. Ulterior, acest ton de chitară a devenit un element specific al scenei suedeze. Chitaristul Leif „Leffe” Cuzner este considerat creatorul tonului. Acesta a fost clasat pe locul 82 în lista revistei Rolling Stone a celor mai bune 100 de albume metal din toate timpurile.
În august 2005, revista Decibel⁠(d) a introdus Left Hand Path în Decibel Magazine Hall of Fame, numindu-l drept primul album de death metal suedez, tonul de chitară „buzzsaw” fiind considerat drept legendarul „sunet al Entombed”.

### În cultura populară
Melodia „Drowned” a fost utilizată în jocul video Grand Theft Auto IV: The Lost and Damned din 2009 pe postul de radio Liberty City Hardcore.

## Lista pieselor
Toate versurile sunt scrise de Nicke Andersson și Alex Hellid., Toate melodiile sunt compuse de Andersson, Uffe Cederlund și Leif Cuzner.
| Nr. | Titlu                  | Lungime |  |
| 1.  | „Left Hand Path”       | 6:41    |  |
| 2.  | „Drowned”              | 4:04    |  |
| 3.  | „Revel in Flesh”       | 3:45    |  |
| 4.  | „When Life Has Ceased” | 4:13    |  |
| 5.  | „Supposed to Rot”      | 2:06    |  |
| 6.  | „But Life Goes On”     | 3:02    |  |
| 7.  | „Bitter Loss”          | 4:25    |  |
| 8.  | „Morbid Devourment”    | 5:27    |  |
| 9.  | „Abnormally Deceased”  | 3:01    |  |
| 10. | „The Truth Beyond”     | 3:28    |  |

| Melodii bonus |                     |         |  |
| Nr.           | Titlu               | Lungime |  |
| 11.           | „Carnal Leftovers”  | 3:00    |  |
| 12.           | „Premature Autopsy” | 4:26    |  |

## Membrii formației
- Lars-Göran Petrov – voce
- Uffe Cederlund – chitară, bas
- Alex Hellid – chitară
- Nicke Andersson – tobe, bas

### Producție
- Tomas Skogsberg – producție, inginerie
- Dan Seagrave – coperta
- Micke Lundstrom – fotografie
- David Windmill – design